# 3883 Verbano
3883 Verbano eller 1972 RQ är en asteroid i huvudbältet som upptäcktes den 7 september 1972 av den rysk-sovjetiske astronomen Nikolaj Tjernych vid Krims astrofysiska observatorium på Krim. Den har fått sitt namn efter sjön Lago Maggiore på gränsen mellan Italien och Schweiz.
Asteroiden har en diameter på ungefär 11 kilometer.